# Torquatus von Acci

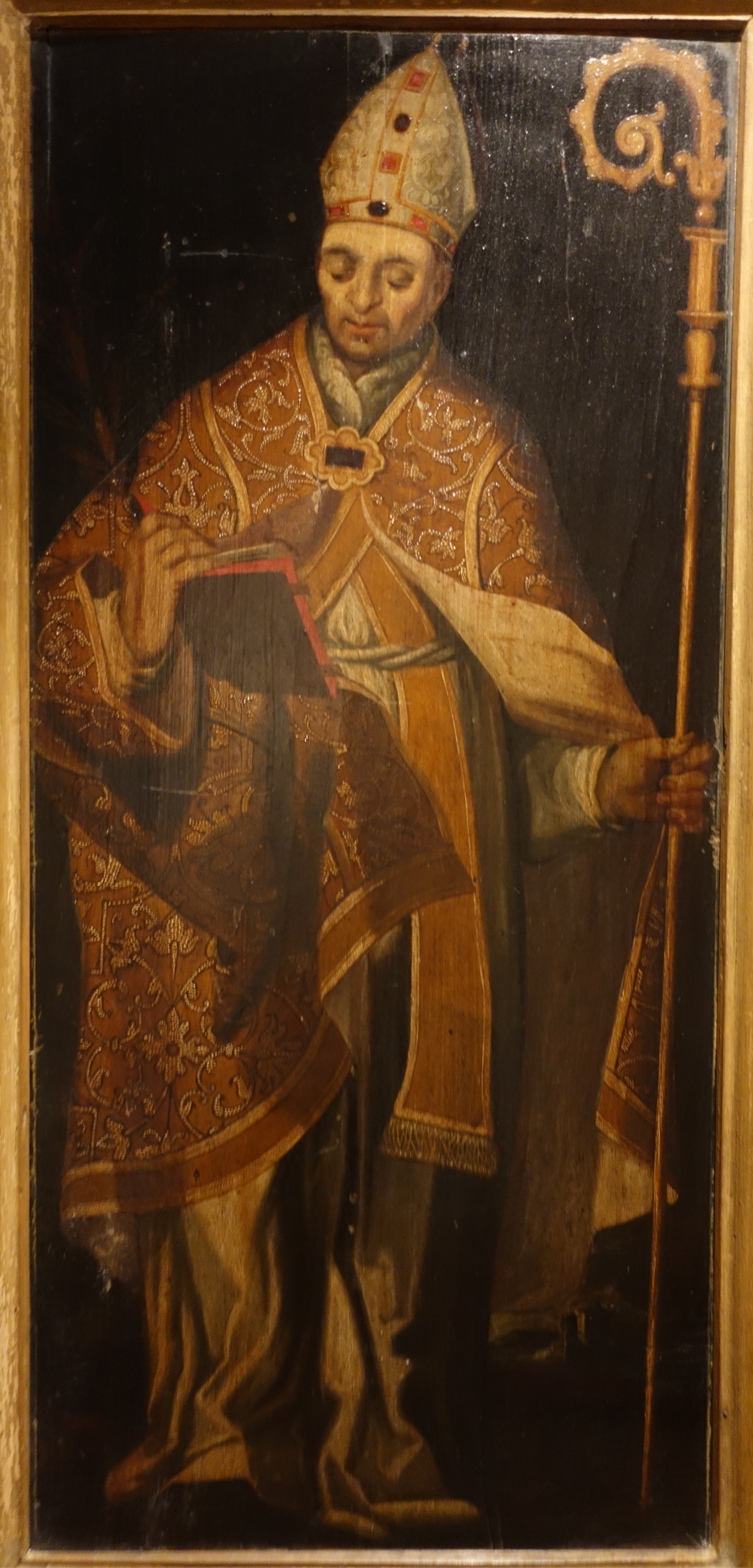
Bischof Torquatus

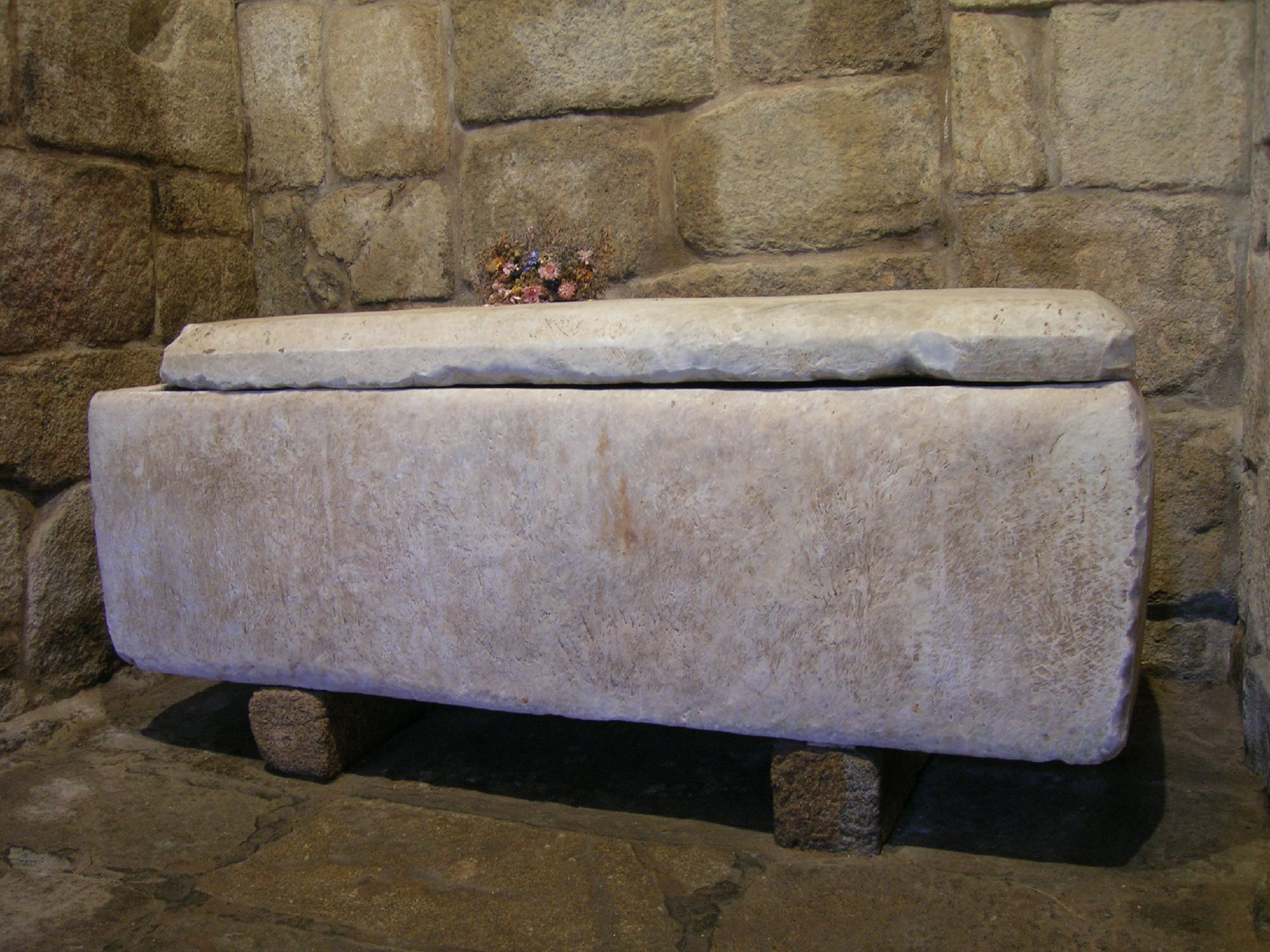
Torquatus-Sarkophag in der Kirche Santa Comba de Bande, Galicien

Torquatus von Acci war einer von sieben legendären Bischöfen, die im 1. Jahrhundert von den Aposteln Petrus und Paulus auf die Iberische Halbinsel gesandt worden sein sollen. Gemeinsamer Gedenktag der Heiligen ist der 15. Mai.

## Überlieferung
Die Überlieferung zu diesen „Sieben Apostolischen Männern“ (siete varones apostólicos) nennt neben Torquatus als Bischof von Acci (heute: Guadix): Caecilius von Illiberis (heute: Granada), Ctesiphon von Vergium (heute: Berja), Secundus von Abula (heute: Abla), Indaletius von Urci (heute: Almería), Hesychius von Carteia (heute: Cazorla) und Euphrasius von Illiturgum (heute: Andújar). Diese Überlieferung entstammt dem Martyrologium von Lyon aus dem Jahr 806, das wiederum auf einer Quelle des 5. Jahrhunderts beruht. Handschriften aus dem 10. Jahrhundert zufolge sollen die sieben Männer in Cádiz an Land gegangen sein, wo sie von der einheimischen Bevölkerung verfolgt, aber auf wunderbare Weise errettet worden sein sollen. Die historische Existenz dieser Bischöfe ist zweifelhaft, auch wenn Papst Johannes Paul II. bei einem Spanienbesuch im Jahr 1982 explizit auf die sieben Bischöfe als Missionare Spaniens hinwies.
Torquatus’ Gebeine wurden angeblich in einem schmucklosen Sarkophag in der kleinen westgotischen Kirche des ehemaligen Klosters Santa Comba de Bande in Galicien beigesetzt.

## Verehrung
Nur wenige Kirchen Spaniens tragen sein Patrozinium; in anderen Regionen Europas ist er fast unbekannt. Torquatus wird nahezu ausschließlich in der andalusischen Stadt Guadix verehrt, deren Schutzpatron er ist.

## Darstellung
Mittelalterliche Darstellungen des Heiligen sind unbekannt; die wenigen neuzeitlichen Bildnisse zeigen ihn als Bischof.